# Pista (aviazione)

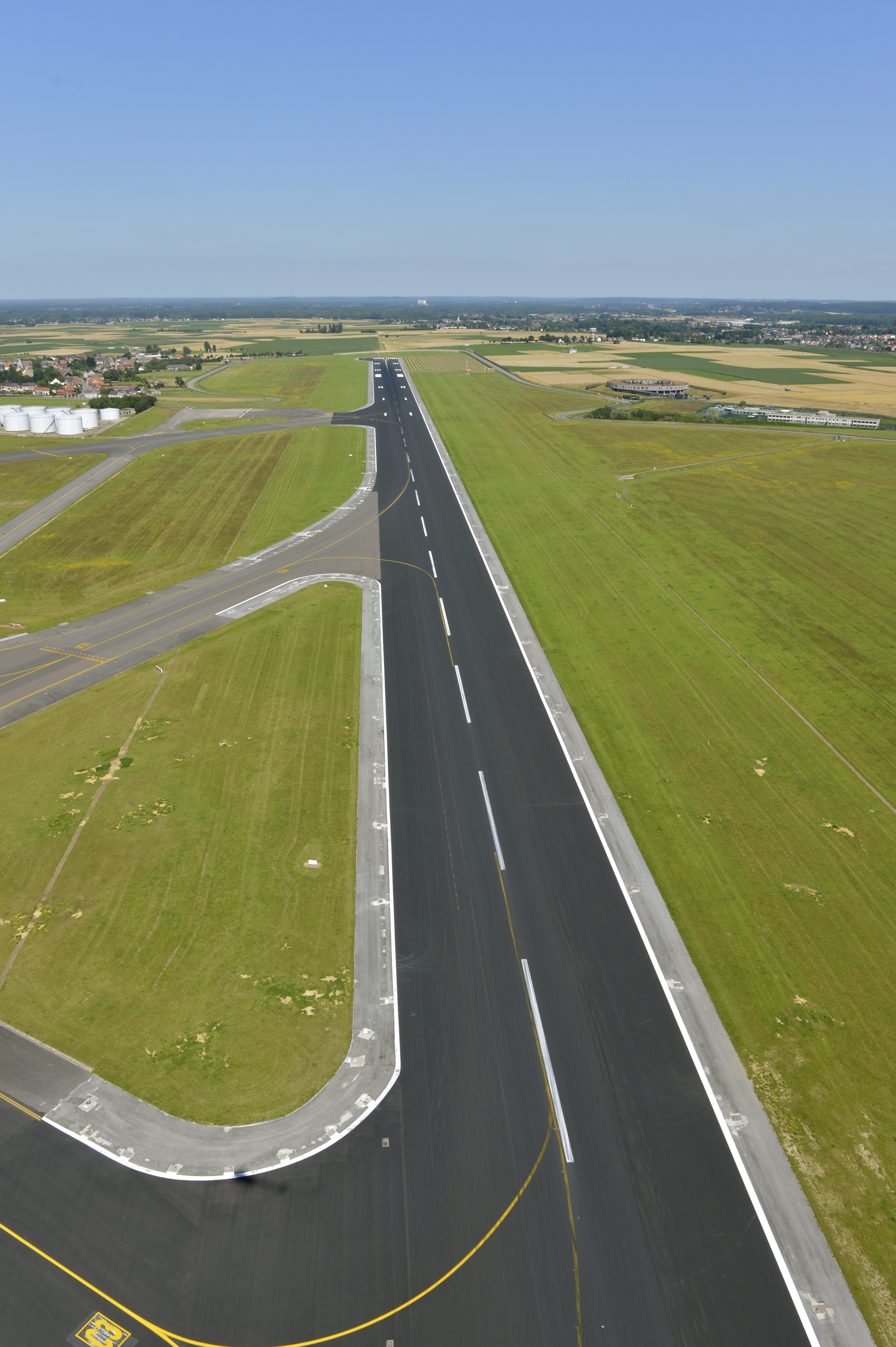
Una pista dell'Aeroporto di Bruxelles-National.

Una pista, indicata anche con la sigla RWY come contrazione dell'analoga designazione in lingua inglese runway, è una striscia di superficie di un aerodromo specificatamente attrezzata e adibita al decollo e all'atterraggio di un velivolo.
Una pista può essere "preparata", ovvero ricoperta in calcestruzzo, cemento, asfalto o vari materiali bituminosi, oppure essere "semi-preparata" se costituita di terra battuta, erba o altri materiali idonei alla manovra dei velivoli.

## Orientamento e dimensioni

I numeri dipinti sulla pista rappresentano la direzione (orientamento magnetico) della pista stessa approssimata alla decina.

Le piste sono numerate con grandi cifre di vernice bianca ad ogni estremità, contraddistinte secondo la direzione magnetica verso cui puntano. Il numero è il risultato della divisione per dieci del valore dell'orientamento magnetico arrotondato all'unità più prossima. Nel caso in cui la divisione dia per risultato una sola cifra, essa deve essere preceduta dal numero zero. La fraseologia standard prevede che nelle comunicazioni radio, solitamente in lingua inglese, ogni cifra venga scandita singolarmente per non dare adito a fraintendimenti. Ad esempio la pista "Three Six" sarà allineata in direzione di 360 gradi, ovvero verso il polo nord magnetico.
Negli Stati Uniti d'America le piste con orientamento minore di 100 gradi sono contrassegnate da una sola cifra.
Se in un aeroporto si hanno più piste parallele, che quindi puntano nella stessa direzione, si aggiunge una lettera dopo le due cifre ad indicare la posizione relativa delle piste: L per la pista a sinistra (dall'inglese Left), C per quella al centro e R per quella a destra (Right). Ciò fa sì che, ad esempio la pista 02L diventi la 20R se usata nella direzione opposta (ai 20° iniziali si devono sommare 180°, a causa della variazione di direzione, e se prima la pista era sulla sinistra, adesso è quella a destra).
Negli aeroporti molto grandi con più di tre piste parallele (ad es. l'Aeroporto internazionale di Los Angeles o l'Aeroporto di Atlanta-Hartsfield-Jackson ad Atlanta), ad alcune piste si assegna un numero che non corrisponde alla direzione magnetica reale ma ad una pista spostata di 10 gradi.
Infatti nell'aeroporto di Los Angeles ci sono le piste 6L/24R, 6R/24L, 7L/25R, 7R/25L anche se tutte le piste corrono parallele allineate a circa 69 gradi.
Per gli aeroplani ad ala fissa è vantaggioso decollare e atterrare controvento per ridurre la corsa e la velocità di decollo, e allo stesso tempo evitare i venti al traverso che possono dare problemi nel controllo del mezzo: per questo gli aeroporti più grandi hanno piste disposte in direzioni diverse, in modo che ve ne sia sempre una che si allinei meglio con la direzione del vento. Gli aeroporti con una sola pista sono invece costruiti in modo che questa si allinei con i venti prevalenti.
Le dimensioni di una pista variano da una lunghezza di poche centinaia di metri dei più piccoli aeroporti, a lunghezze fino a 5000 m e larghezze di 80 m per aeroporti di grande traffico oppure collocati ad altitudine molto elevata.
Piste ad uso commerciale con dimensioni estreme e opposte sono:
- Aeroporto Juancho E. Yrausquin, isola di Saba nelle Antille: runway di soli 396 m, accreditata come la più corta al mondo
- Aeroporto di Qamdo Bamda, in Tibet: runway di 5500 m, accreditata come la più lunga al mondo. Tale lunghezza è dovuta all'altitudine del sito, di 4434 m s.l.m. che richiede elevati spazi per la corsa al decollo

## Composizione di una pista d'atterraggio

### Striscia di sicurezza della pista
La "striscia di sicurezza della pista", in lingua inglese runway strip, è una striscia rettangolare di terreno, da mantenere sempre libera da ostacoli, in asse con la pista stessa. La strip si estende simmetricamente da ambo i lati della pista e la sua larghezza è fissata da standard mondiali. Per le piste di codice più elevato, tra cui quelle degli aeroporti maggiori, la strip ha una larghezza di 150 m per lato e un'estensione minima (prima dell'inizio e oltre la fine della pista o la stopway, se esistente) di 60 m.
Sebbene tale area non sia affatto necessaria per le operazioni di decollo e atterraggio, è fondamentale che sia mantenuta libera da ostacoli per evitare collisioni nel caso di uscite di pista. Per tale ragione, gli eventuali manufatti che non potessero essere portati al di fuori della stessa (tabelle di informazione o di obbligo, segnali, PAPI, ecc.) devono essere dotati di supporti frangibili oppure provvisti di scivoli di sicurezza per evitare possibili impatti con spigoli vivi (caso dei basamenti delle tabelle o dei PAPI) ovvero, come nel caso delle opere idrauliche, interrati a più di 45 cm.
La parte di strip più vicina alla pista è chiamata "area livellata e priva di ostacoli", in lingua inglese Cleared and Graded Area, abbreviato in CGA e la sua larghezza è dipendente dalla categoria della pista. Solitamente si tratta di una zona livellata erbosa. La parte più esterna è invece costituita da terreno naturale, non necessariamente livellato.

### Area di sicurezza di fine pista
L'"area di sicurezza di fine pista", in inglese runway end safety area, abbreviato in RESA, è un'area simmetrica rispetto al prolungamento dell'asse pista che deve essere prevista ad ogni estremità della striscia di sicurezza quando il suo codice numerico è 3 o 4, oppure il codice numerico è 1 o 2 e la pista è strumentale.
L'area di sicurezza di fine pista deve essere lunga almeno 90 m, partendo dalla fine della striscia di sicurezza (ove possibile, almeno 240 m, se il numero di codice è 3 o 4, almeno 120 m se il codice è 1 o 2); come estensione laterale, deve essere almeno il doppio della larghezza della pista a cui è associata.
La resistenza deve essere tale da minimizzare i danni in caso di uscita di pista degli aeromobili e facilitare il movimento dei veicoli di soccorso ed antincendio.

### Clearway
In determinati casi è necessario istituire un'area libera da ostacoli, che sorga su terreno o su acqua, posta ad una o ad entrambe le estremità della pista come area idonea, al di sopra della quale un velivolo possa eseguire parte della sua salita iniziale fino ad una altezza specificata; questa zona è chiamata clearway, termine anglosassone utilizzato anche nel linguaggio aeronautico italiano..
Deve avere origine al termine della corsa di decollo ed avere le seguenti caratteristiche:
- lunghezza: fino al primo ostacolo verticale eccetto quelli frangibili e di altezza inferiore a 0,9 metri è di valore massimo pari al 50% della TORA (take off run available);
- larghezza: alla fine della TORA deve essere almeno uguale alla larghezza della striscia di sicurezza prevista per pista non strumentale;
- pendenza: non superiore a 1,25% per piste di codice 3 e 4 e 2% per piste di codice 1 e 2.

### Stopway
Alla fine di una pista, nella direzione del decollo, può essere istituita una determinata area preparata ed idonea a sopportare un aereo che interrompe il decollo, detta "zona di arresto", in lingua inglese Stopway. Può consistere di una semplice massicciata o di un terreno battuto, a seconda degli aeromobili che si prevede possano usarla. Questa area dovrà essere destinata esclusivamente alle manovre di decollo mancato, non essendo idonea per l'uso continuativo.
La stopway deve avere la stessa larghezza della pista associata e una resistenza idonea a sopportare il peso dell'aereo critico per cui la pista è stata progettata. Quando la stopway è pavimentata, deve garantire un coefficiente di aderenza paragonabile a quello della pista associata.

### Blast pad
La "blast pad" è un'area, di lunghezza minima di 30 m, prospiciente l'inizio di una pista dove il flusso dei motori a getto, jet blast, prodotto da grandi aerei durante la corsa di decollo, potrebbe causare disgregazione della superficie e determinare danno agli aeromobili. Per evitare ciò, quest'area viene appositamente preparata per sopportare tale erosione. Qualora la blast pad superi i 60 m di lunghezza e non sia idonea al normale utilizzo degli aeromobili, deve essere marcata con delle bande a spina di pesce di colore preferibilmente giallo, con i bracci della lunghezza minima di 0,9 m diretti verso la pista.

### Soglia della pista

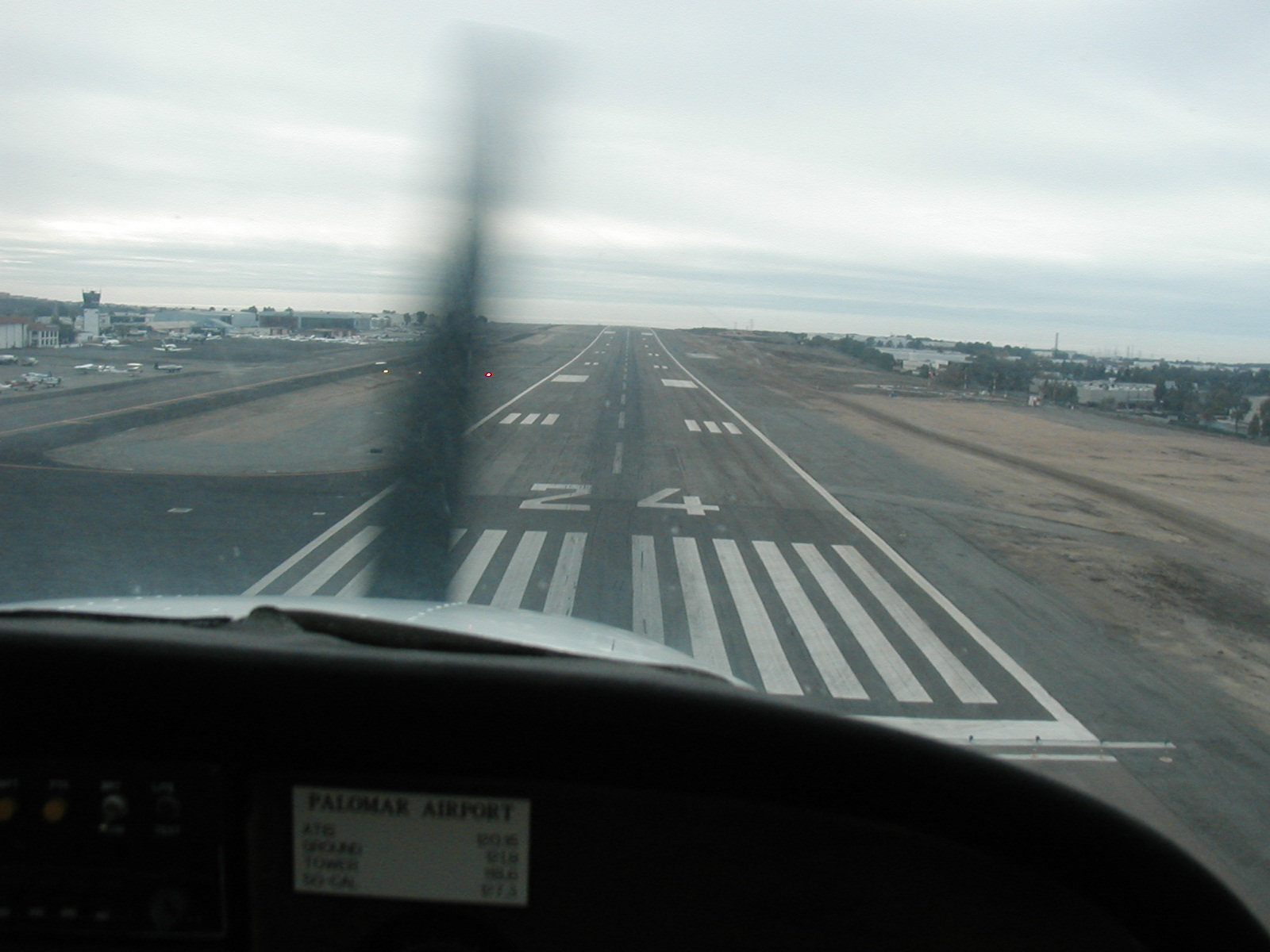
In evidenza le strisce parallele che indicano la soglia della pista

La "soglia della pista", in lingua inglese Runway Threshold, è l'inizio della parte della pista utilizzabile per l'atterraggio.
È indicata da una serie di bande bianche dipinte sulla superficie, tra loro parallele (cosiddetto "pettine") lunghe almeno 30 m, simmetriche rispetto all'asse della pista a partire da 6 m dall'inizio della pista. La presenza di tale segnalazione è obbligatoria per gli aeroporti commerciali. Generalmente la soglia coincide con l'inizio stesso della pista ma in determinati casi può essere identificata in posizione differente.

### Soglia spostata
Una soglia si dice "spostata" (in inglese Displaced) quando viene posta più avanti rispetto al termine effettivo del terreno preparato. Un'eventuale soglia spostata (come da figura) viene indicate con frecce che, a partire dall'inizio della pista puntano verso di essa. In caso lo spostamento della soglia sia temporaneo, inferiore a sei mesi, non sarà necessario dipingere un nuovo pettine nella nuova posizione, ma basterà cancellare le strisce obsolete, dipingere le frecce che puntano verso la nuova posizione e in tale punto apporre con vernice bianca una striscia ortogonale all'asse pista. La soglia viene spostata per 3 principali motivi: ostacoli appena prima della pista che forano la quota massima, resistenza strutturale della pista, o restrizioni operative per l'inquinamento acustico.

### Pista chiusa
Quando alle due estremità della pista, all'interno delle soglie, è dipinta una X (di colore bianco oppure giallo - vedi figura), essa è chiusa al traffico: è vietato il rullaggio, il decollo e l'atterraggio (fatte salve le emergenze). La X può anche assumere la forma di segnale rigido verticale, posizionato alla testata della pista e può essere dotata di luci per risultare visibile anche nottetempo o in caso di scarsa visibilità. Talora le X possono essere replicate lungo tutta la lunghezza della pista, oppure essere sostituite da diciture quali Restricted.
In questo caso, se l'aeroporto è dotato di quadrato segnali, all'interno di esso dovrà essere posizionato l'apposito tabellone di avviso rosso con croce gialla, qualora l'unica pista disponibile sia chiusa, oppure rosso con diagonale gialla qualora sia disponibile almeno un'altra pista per l'atterraggio.

## Distanze dichiarate
L'insieme delle distanze operativamente disponibili per usare la pista e le aree ad essa associate per le operazioni di atterraggio e decollo, viene indicato con l'espressione generica di distanze dichiarate.
Ciascuna di esse ha una propria finalità in funzione delle esigenze operative degli aeroplani nelle operazioni che richiedono l'uso della pista. Sono distanze che hanno veste ufficiale, in quanto la loro esistenza e le relative misure vengono dichiarate dal gestore aeroportuale e certificate dal regolatore (in Italia ENAC), che ne prescrive la pubblicazione a cura del servizio informazioni aeronautiche per l'opportuna diffusione a tutti gli operatori interessati. Per gli aeroporti militari queste distanze vengono misurate, certificate e diffuse secondo canali propri (MIL-AIP).

### Distanza di atterraggio disponibile
La "distanza di atterraggio disponibile", in lingua inglese Landing distance available, abbreviata in LDA, è la lunghezza della pista disponibile e idonea per la corsa al suolo di un velivolo in atterraggio. Gli aeromobili in atterraggio si avvicinano alla pista a velocità differenti toccando la pista in una parte chiamata zona di contatto, che inizia 150 metri dopo la soglia pista e che, a seconda delle caratteristiche della pista stessa, può estendersi fino a 900 metri da essa. La zona di contatto è segnalata con una zebratura trasversale.
L'atterraggio può avvenire oltre la zona di contatto, in tal caso si dice che l'aerombile ha effettuato un atterraggio "lungo". Se invece l'aeromobile atterra prima della zona di contatto si dice che l'atterraggio è "corto".
La lunghezza di pista necessaria per completare la corsa di atterraggio dipende dalle caratteristiche dell'aeromobile. La LDA viene pubblicata su certificazione di ENAC, unitamente alle eventuali riduzioni temporanee che possono essere causate da lavori in corso, ostacoli che fuoriescono dalla superficie di avvicinamento ed altro.

### Distanza disponibile per il decollo
La "distanza disponibile per il decollo", in lingua inglese Take off distance available, abbreviata in TODA, è la distanza che consente agli aeromobili che usano una data pista di decollare anche con potenza ridotta per avaria motori fino a poter raggiungere una quota di 35 piedi rispetto al livello della stessa pista. Corrisponde alla somma tra la lunghezza della TORA e la lunghezza della clearway.

### Corsa di decollo disponibile
La "corsa di decollo disponibile" o "pista di decollo disponibile", in inglese Take off run available, abbreviata in TORA, è definita come lunghezza della pista dichiarata disponibile ed idonea alla corsa al suolo di un aeromobile in decollo. Tale distanza corrisponde generalmente alla lunghezza della pista.

### Distanza disponibile di accelerazione e arresto
La "distanza disponibile di accelerazione e arresto", in inglese Accelerate and stop distance available, abbreviata in ASDA,  è la distanza disponibile per arrestare la corsa di decollo del velivolo in caso di emergenza. Corrisponde alla somma tra la lunghezza della TORA e la lunghezza della stopway.

## Superfici ostacoli
Le superfici ostacoli sono volumi di spazio aereo definiti con lo scopo di tutelare la sicurezza degli aeromobili in fase di decollo e atterraggio. Esse vanno mantenute sgombre da oggetti, poiché questi possono creare pericolo per gli aeromobili durante manovre delicate della fase di volo. Le superfici ostacoli sono definite nell'annesso 14 ICAO e nel capitolo 4 del regolamento ENAC.

### Superficie orizzontale interna
La "superficie orizzontale interna", in inglese Inner Horizontal Surface, abbreviata in IHS, è una superficie orizzontale piana, di raggio compreso tra 2 000 e 4 000 metri, posta ad un'altezza di 45 metri rispetto alla quota di riferimento dell'aeroporto. Nel caso la pista sia lunga più di 1 800 metri la superficie orizzontale interna è costituita dal raccordo di due semicerchi aventi raggio di 4 000 metri centrati alle estremità della pista.
Quando nell'aeroporto siano presenti più piste, la superficie orizzontale interna sarà costituita dall'inviluppo delle superfici orizzontali interne di ogni pista.

### Superficie conica
La "superficie conica", in inglese Conical Surface, abbreviata in CS, è un tronco di cono retto avente origine dalla superficie orizzontale interna, che sale con una pendenza del 5% fino ad un'altezza variabile tra i 35 e i 100 metri, in funzione della categoria della pista.

### Superficie di salita al decollo
È un piano inclinato, con pendenza variabile tra il 2% (piste di categoria 3 e 4) e il 5% (piste di categoria 1). Il bordo interno, ortogonale all'asse pista, parte da 30 o 60 metri oltre la soglia con una larghezza iniziale di 60-180 metri dalla fine della runway, divergendo del 10-12,5% per una lunghezza di 1 600-15 000 metri. Raggiunta una prefissata larghezza (380-1 800 metri) non diverge più.

### Superficie di avvicinamento
È la combinazione di più piani diversamente inclinati e di diverse lunghezze. Il bordo interno, largo 60-300 metri, si trova a 30-60 metri dalla soglia della pista ed è ortogonale all'asse di quest'ultima. I piani divergono orizzontalmente del 10-15%.
Le lunghezze e le pendenze delle varie sezioni (fino a tre per le piste strumentali di categoria 3 e 4) variano con la categoria, e sono riportate nella tabella del regolamento ENAC o dell'annesso 14 ICAO.

### Superficie di transizione
È un piano inclinato, che parte dai bordi della strip e va a raccordarsi, con una pendenza del 14,3-20% alla superficie orizzontale interna.

### Superfici interne
Nel caso di piste strumentali dotate di sistemi di avvicinamento di precisione, sono definite ulteriori superfici, definite interne, le quali hanno criteri più restrittivi delle precedenti. Le superfici interne non possono essere occupate da nessun ostacolo, neppure mobile (quale ad esempio un altro aeromobile in fase di manovra oppure un apparato di segnalamento) a meno che questo non sia frangibile senza provocare danni ad un aereo che accidentalmente dovesse colpirlo. Esse sono la superficie interna di avvicinamento, transizione interna e di mancato avvicinamento.

## Luci di pista
Negli aeroporti maggiori, sulle piste sono utilizzati dei sistemi standard di illuminazione per permettere gli atterraggi notturni. Vista da un aeroplano in atterraggio, la pista inizia con una striscia di luci verdi all'estremità più vicina (luci di soglia) e finisce con una striscia di luci rosse all'estremità più lontana (fine pista). La stessa pista è ornata con luci bianche con bordo sollevato (bordo pista), in contrasto con le luci blu di una via di rullaggio. L'asse pista è spesso indicato con luci bianche, che andando avanti diventano alternativamente bianche e rosse e poi solamente rosse, avvicinandosi all'altra estremità della pista. In più, molte piste equipaggiate con l'ILS dispongono anche di illuminazione per la zona di contatto, che consistono in file di luci bianche su ogni lato dell'asse pista, per 900 metri a partire dalla soglia pista. I bordi della pista sono contrassegnati da linee di luci bianche brillanti. Piste più larghe possono avere un'altra linea di luci bianche più scure avvicinandosi all'asse pista.
Le luci devono essere disposte in questo modo:
- distanza minima tra le linee di 35 metri, massima di 100 metri;
- distanza massima tra le luci all'interno della stessa linea di 100 metri;
- lunghezza minima di linee parallele di 700 metri;
- numero minimo di luci nella linea pari a 8.

## Segnaletica di pista
Ci sono numerosi segnali su ogni singola pista. Piste più grandi hanno un segno di "distanza residua" (numeri bianchi su sfondo nero). Questo segnale è fatto di un unico numero per indicare le migliaia di piedi rimanenti, quindi 7 indicherà che rimangono 7 000 piedi. La soglia pista è contrassegnata da una linea di luci verdi.
Alcuni aeroporti/aviosuperfici (in particolare quelli non controllati) sono forniti di illuminazioni a controllo da parte del pilota, in modo che i piloti possano temporaneamente accendere le luci quando ne hanno bisogno. Questo evita che i sistemi automatici o lo staff accenda le luci di notte o in condizioni di bassa visibilità e permette di non avere costi dell'accensione di centinaia di luci per lunghi periodi.
Ovviamente non tutti gli aeroporti hanno piste illuminate e queste possono anche non avere alcun segnale. Negli aeroporti più piccoli, in particolare quelli privati, può esserci solamente una manica a vento, se presente.
Ci sono tre tipi di piste:
- Piste non strumentali (in piccole aviosuperfici) non forniscono una procedura di atterraggio strumentale - i piloti devono poter vedere la pista per usarla
- Piste strumentali non di precisione (negli aeroporti minori) forniscono una guida per la posizione orizzontale - con i radiofari - agli aeromobili con avvicinamento strumentale
- Piste strumentali di precisione (in aeroporti di medie e grandi dimensioni), che forniscono una guida sia orizzontale che verticale per gli avvicinamenti strumentali.

### Piste non strumentali
Le piste non strumentali di solito consistono in una semplice distesa di erba, ghiaia, o asfalto o cemento, marcato o non marcato. Non c'è segnaletica su questo tipo di piste, tranne i segnali di soglia, numeri e linee centrali.

### Piste strumentali non di precisione
Spesso usate negli aeroporti di dimensioni medio-piccole, le piste non di precisione sono sempre contrassegnate. Hanno segnalazioni di soglia, numeri, linee centrali di asse pista e alcune volte il punto di mira (aiming point).

### Piste strumentali di precisione
Le piste di precisione, presenti negli aeroporti di medio-grandi dimensioni, dispongono, nell'ordine di: una stopway/blast pad (opzionale, per gli aeroporti nei quali operano i jet), soglia, numero, linea centrale di asse pista, una o due zone di contatto a 3 strisce (gli Stati Uniti ne hanno solo una), punto di mira, una o due zone di contatto a 2 strisce (gli Stati Uniti ne hanno due), e due zone di contatto a striscia singola.

### Precisazioni
- In Canada, Australia, Giappone, e Regno Unito, così come in molte altre nazioni, tutte le zone di contatto a 3 e a 2 strisce (per piste di precisione) sono sostituite da zone a striscia singola.
- In Australia, le piste di precisione dispongono solamente di una zona di contatto a striscia singola, punto di mira, e un'altra zona di contatto a striscia singola. Inoltre, tutte le piste non di precisione e non strumentali non hanno punto di mira.
- Alcune nazioni europee sostituiscono il punto di mira con una zona di contatto a 3 strisce.
- Le piste possono essere di tipi diversi ad ogni estremità. Molti aeroporti nel mondo non installano strumentazione di precisione su ogni estremità, per risparmiare denaro. Le piste con un'estremità di precisione e con l'altra di qualunque tipo, possono installare il set completo di zone di contatto, anche se alcune superano il punto centrale. Se una pista ha segnaletica di precisione su entrambi i lati, si omettono le zone di contatto entro 270 metri dal punto centrale, per evitare che i piloti non distinguano a quale estremità della pista appartiene la segnaletica.

## Pista in uso

Schema dell'Aeroporto Internazionale di Chicago-O'Hare. Da sinistra a destra, le piste 14/32 sono inclinate verso sudest, le piste 4/22 puntano a nordest, e le piste 9/27 sono orizzontali.

La "pista in uso" è la pista in un aeroporto che viene in quel momento usata per i decolli e gli atterraggi. Poiché i decolli e gli atterraggi avvengono di solito più "controvento" possibile, la pista in uso è generalmente determinata dalla direzione del vento.
Tuttavia, la scelta della pista in uso dipende da un certo numero di fattori. In un aeroporto senza torre di controllo, i piloti scelgono la pista più allineata con il vento, ma non sono obbligati a scegliere quella particolare pista. Per esempio, un pilota che arriva da Est può decidere di atterrare direttamente su una pista Est-Ovest, nonostante una componente minore di vento in coda o significativo vento al traverso, per accelerare il suo arrivo, sebbene sia raccomandato di volare sempre con un modello di traffico regolare, per integrarsi in maniera sicura con gli altri aeromobili.
Negli aeroporti controllati, la pista in uso è di solito determinata da un controllore di torre. Tuttavia, possono esserci restrizioni, come ad esempio politiche del gestore aeroportuale (per esempio, scelta della pista con calma di vento oppure procedure antirumore) che possono dettare una scelta della pista in uso che non è la più allineata con il vento.
Negli aeroporti più grandi, con piste multiple, la pista in uso potrebbe essere qualsiasi di un certo numero di piste. Per esempio, quando sull'Aeroporto Internazionale di Chicago-O'Hare (ORD) si atterra sulle piste 27R e 32L, le partenze sono sulle 27L e 32R, quindi ci sono quattro piste in uso. Quando si atterra sulle 14R e 22R, si parte dalle 22L e 9L, e alcune volte verrà usata una terza pista, la 14L, per gli arrivi, portando quindi a cinque il numero delle piste in uso.
Nei maggiori aeroporti, la pista in uso è scelta anche in base alle condizioni meteo presenti (visibilità e ceiling, così come il vento, e condizioni della pista, se asciutta, bagnata o coperta di neve), efficienza (ORD può fare atterrare più aeromobili sulle piste 14R-22R di quanti ne possono atterrare sulle piste 27R-32L), domanda di traffico (quando è previsto un grande numero di partenze, si può preferire una configurazione di piste che favorisce le partenze rispetto agli arrivi), e l'ora del giorno (ORD è obbligato a usare le piste 9L/27R nelle ore che vanno da mezzanotte alle sei di mattina per l'abbattimento del rumore).
Per agevolare i piloti di aeromobili che operano su aeroporti presso cui non sono erogati il servizio di controllo del traffico aereo oppure il Servizio Informazioni Volo Aeroportuale e in ogni caso a titolo precauzionale in caso di avaria radio, in apposita area, denominata quadrato segnali, viene disposto un caratteristico segnale a forma di "T". Questo segnale rappresentante quindi un aereo stilizzato, viene orientato parallelamente alla pista in uso e con la prua rivolta verso la direzione di decollo e di atterraggio.

## Sicurezza nelle direzioni di decollo e atterraggio

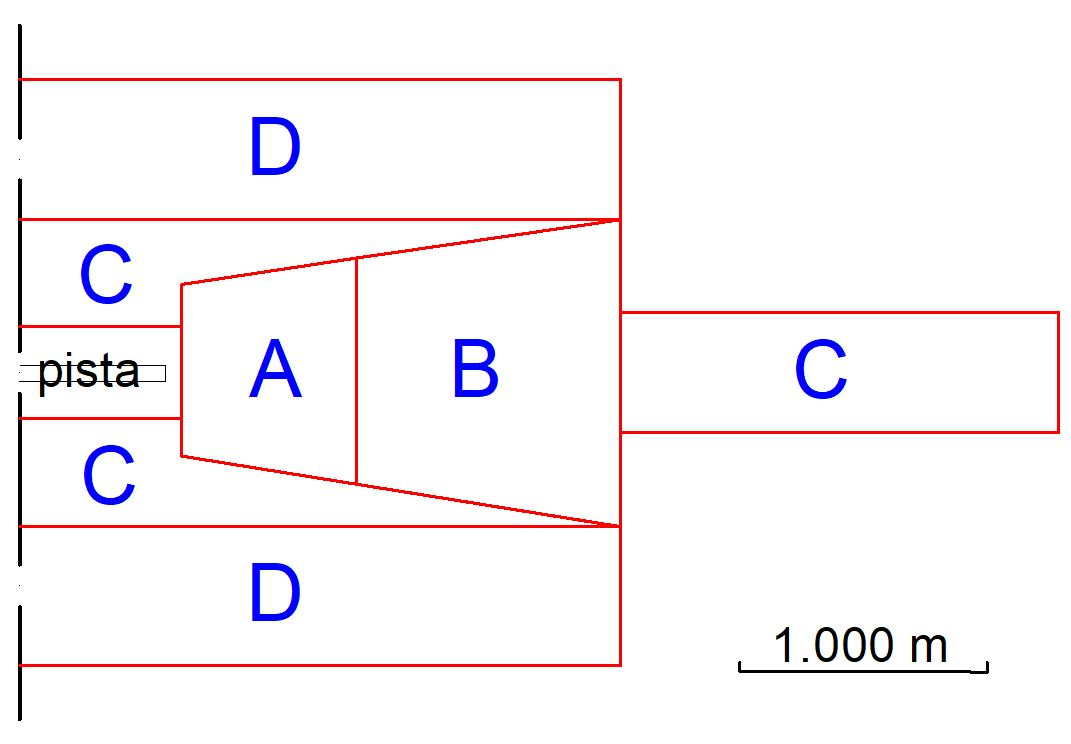
Schema zone di tutela PRA in funzione delle distanze dalla pista

In base alla classificazione dell'aeroporto civile, per le aree adiacenti alle piste, il vigente Codice della navigazione italiano prescrive l'adozione di uno specifico Piano di rischio aeroportuale (PRA) finalizzato a mitigare il rischio per la popolazione e le attività in caso di eventuale incidente aereo nelle direzioni di decollo e atterraggio.
Il Regolamento per la costruzione e l'esercizio degli aeroporti emesso dall'Ente Nazionale Aviazione Civile (Enac) individua le modalità per la definizione delle zone da sottoporre a tutela indicando le relative distanze dalla pista. Tali zone sono rappresentate con le sigle "A" (zona immediatamente consecutiva alla pista), "B" (zona successiva alla "A"), "C" (zona successiva alla "B" e zone laterali alla pista) e "D" (zone laterali alla pista successive alle zone "C"). In tali zone, con gradazione decrescente, il Piano di rischio deve prevedere limitazioni alla presenza di residenti e il divieto di attività che in caso di incidente aereo possano causare un'amplificazione del danno.

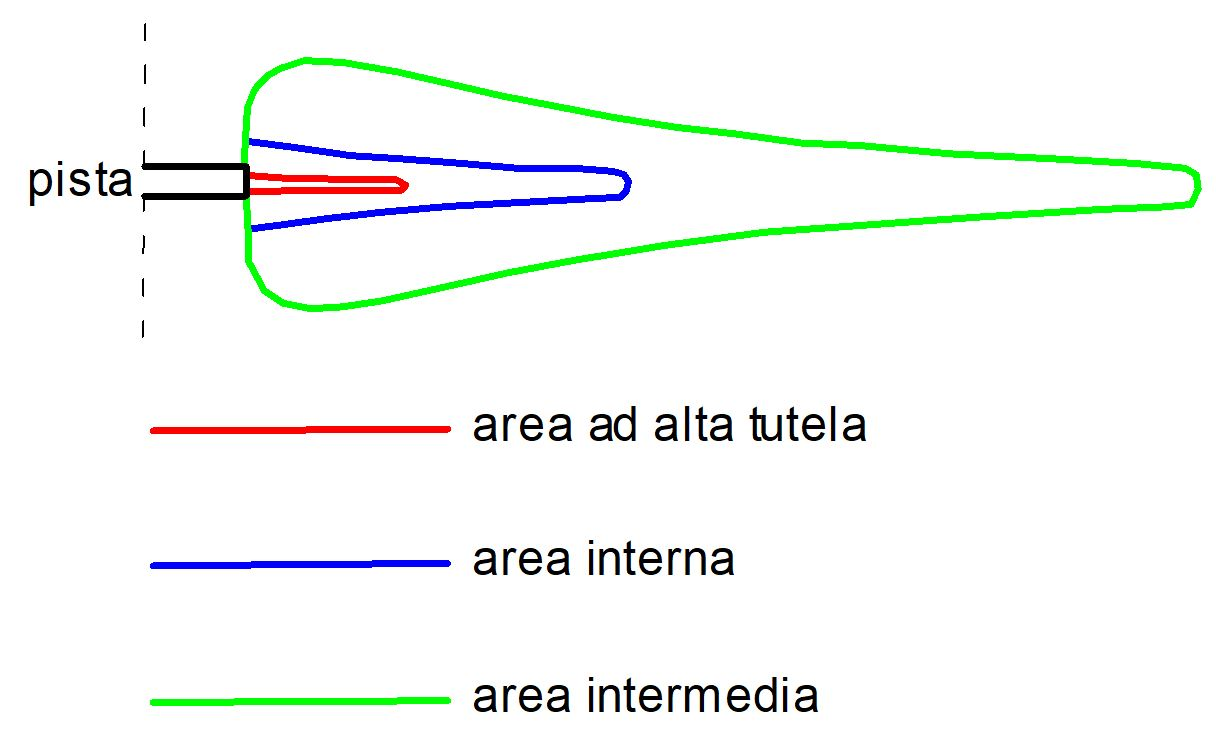
Curve isorischio relative alla pista

Inoltre, per gli aeroporti civili con volume di traffico superiore a 50 000 movimenti/anno e vicini ad aree sensibili e fortemente urbanizzate, il Codice della Navigazione prevede, per ogni testata di pista, una ulteriore misura di tutela nelle aree individuate dalle cosiddette curve isorischio in funzione delle tipologie e delle traiettorie dei velivoli.